# Wu Hanxiong
Wu Hanxiong (n. 21 ianuarie 1981, Shantou⁠(d), Republica Populară Chineză) este un scrimer chinez, medaliat olimpic. A participat la o ediție a Jocurilor Olimpice (2004) în care a câștigat o medalie de argint.